# Federico Ricci
Federico Ricci (22. října 1809 Neapol – 10. prosince 1877 Conegliano) byl italský hudební skladatel, bratr skladatele Luigi Ricci se kterým často spolupracoval.

## Život
Studoval na neapolské konzervatoři jako jeho bratr pod vedením Niccoly Antonia Zingarelliho a Pietra Raimondiho. Svou první operu Il colonello napsal ve spolupráci s bratrem Luigim. Měla premiéru v Teatro del Fondo 14. března 1835. Samostatný velký úspěch měla opera La prigione di Edimburgo komponovaná na libreto Gaetana Rossiho podle románu Waltra Scotta Srdce Edinburghu (The Heart of Midlothian) a uvedená v Terstu 13. března 1838. Napsal ještě několik vážných oper, ale po obrovském úspěchu komedie Crispino e la comare (Benátky 1850) na text osvědčeného libretisty Francesca Maria Piave, kterou napsal se svým bratrem, se věnoval již pouze komickým operám.
Po úspěchu svých dvou oper ve Vídni odešel v roce 1853 do Petrohradu, kde se věnoval výuce. Byl inspektorem pěveckých tříd při petrohradské divadelní akademii. Po následujících 16 let zcela rezignoval na komponování oper. V roce 1869 se přesunul do Paříže, kde jeho opera Une folie à Rome dosáhla 77 představení.
Zemřel v Coneglianu 10. prosince 1877.
Kromě 19 oper (včetně čtyř komponovaných ve spolupráci se svým bratrem) je autorem šesti mší a řady dalších vokálních děl. Na výzvu Giuseppe Verdiho přispěl sekvencí Recordare Jesu do mše na počest Rossiniho. V roce 1870 vytvořil pro Cremonu pasticcio obsahující skladby Carla Pedrottiho, Antonia Cagnoniho, Amilcare Ponchielliho, Giovanni Paciniho, Laura Rossiho a Alberta Mazzucata.
Jeho synovec, Luigi Ricci-Stolz, také zvaný Luigino (1852-1906) se stal rovněž hudebním skladatelem.

## Opery
- Il colonello (La donna colonello) (libreto Jacopo Ferretti, Neapol, Teatro del Fondo, 1835; spolupráce Luigi Ricci
- Monsieur de Chalumeaux (libreto Jacopo Ferretti, Benátky, Teatro San Benedetto, 14. Juni 1835)
- Il disertore per amore (libreto Jacopo Ferretti, Neapol, Teatro del Fondo, 1836)
- La prigione di Edimburgo (libreto Gaetano Rossi podle Waltra Scotta, The Heart of Midlothian, Terst, Teatro Grande, 1838)
- Un duello sotto Richelieu (libreto F. dall'Ongaro, Milán, La Scala, 1839)
- Luigi Rolla (Michelangelo e Rolla) (libreto S. Cammarano, Florencie, Teatro della Pergola, 1841)
- Corrado d'Altamura (libreto G. Sacchéro, Milán, Teatro alla Scala, 1841)
- Vallombra (libreto G. Sacchéro, Milán, Teatro alla Scala, 1842)
- Isabella de' Medici (libreto A. Gazzoletti, Terst, Teatro Grande, 1845)
- Estella di Murcia (libreto Francesco Maria Piave, Milán, Teatro alla Scala, 1846)
- L'amante di richiamo (libreto F. dall'Ongaro, Turín, Teatro Angennes, 1846; spolupráce Luigi Ricci)
- Griselda (libreto Francesco Maria Piave, Benátky, Teatro La Fenice, 1847)
- Crispino e la comare (libreto Francesco Maria Piave, Benátky, Teatro San Benedetto, 1850; spolupráce Luigi Ricci)
- I due ritratti (Benátky, Teatro San Benedetto, 1850)
- Il marito e l'amante (Une fête à Venise) (libreto Gaetano Rossi, Vídeň, Kärntnertortheater, 1852)
- Il paniere d'amore (Vídeň, Kärntnertortheater, 1853)
- Une folie à Rome (Una follia a Roma) (libreto V. Wilder, Paříž, Fantaisies Parisiennes, 1869)
- Le Docteur Rose ou La Dogaresse (libreto E. de Najac, Paříž, Théâtre des Bouffes-Parisiens, 1872)
- Don Chisciotte (podle Cervantese, 1876, neprovedeno)